# Système de zones humides d'Evenes
Le système de zones humides d'Evenes est un site ramsar norvégien situé à la fois dans la commune d'Evenes  dans le Nordland, et dans la commune de Tjeldsund dans le comté de Troms. Ce système se compose de cinq réserves naturelles, qui constituent ensemble et séparément de précieuses zones humides:
- Réserve naturelle de Tennvatn à Tjeldsund, créée en 1995
- Réserve naturelle de Myrvatn à Tjeldsund, créée en 1995
- Réserve naturelle de Sommervatnet à Evenes, créée en 1997
- Réserve naturelle de Kjerkvatnet à Evenes, créée en 1997
- Réserve naturelle de Nautå à Evenes, créée en 1997